# Mel Stewart

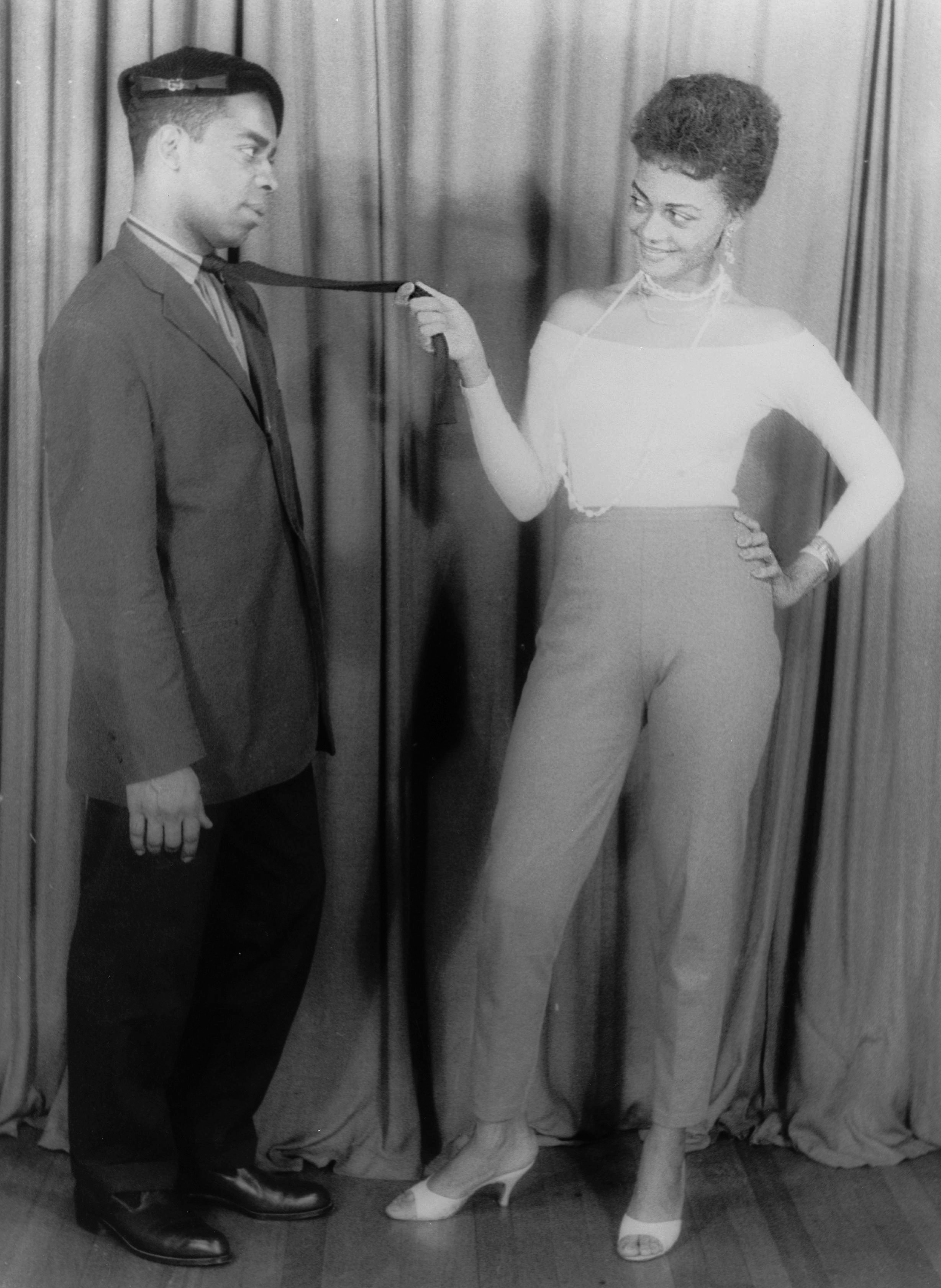
Mel Stewart und Ethel Ayler (1957)

Milton „Mel“ Stewart (* 19. September 1929 in Cleveland, Ohio; † 24. Februar 2002 in Pacifica, Kalifornien) war ein US-amerikanischer Schauspieler, Musiker und Lehrer.

## Leben
Milton Stewart, wie er mit bürgerlichem Namen heißt, war ein hervorragender Saxophonist, er spielte mit Jazzmusikern, wie John Coltrane und Charlie Parker in New York zusammen. Er gab in San Francisco Schauspielunterricht an der San Francisco State University. Zu seinen Schülern zählte unter anderem Danny Glover. Dort gründete er eine Theatergruppe, die den Namen Bantu (Black Actors Now Through Unity) trug. Bekanntheit beim deutschsprachigen Fernsehpublikum erlangte er durch seine Darstellung des Billy Melrose in der Agentenserie Agentin mit Herz, die er zwischen 1983 und 1987 spielte.
Mel Stewart war von 1977 bis zu seinem Tod mit Annie Dong verheiratet. Aus dieser Ehe ging eine Tochter, Alia Dong-Stewart, hervor. Am 24. Februar 2002 verstarb er im Alter von 72 Jahren an den Folgen einer Alzheimer-Krankheit.

## Filmografie (Auswahl)
Filme
- 1959: Schatten (Shadows)
- 1963: Die lässige Welt (The Cool World)
- 1964: Nichts als ein Mensch (Nothing But a Man)
- 1968: Petulia
- 1970: Der Hausbesitzer (The Landlord)
- 1972: Hammer (BJ Hammer)
- 1973: Scorpio, der Killer (Scorpio)
- 1974: Auf eigene Gefahr (Newman's Law)
- 1975: Drehn wir noch’n Ding (Let’s Do It Again)
- 1981: Ist das nicht mein Leben? (Whose Life Is It Anyway?)
- 1988: Dead Heat
- 1989: Martians Go Home
- 1989: Bride of Re-Animator
- 1993: Made in America

Fernsehserien
- 1961–1963: Wagen 54, bitte melden (Car 54, Where Are You?, sieben Folgen)
- 1963: Gnadenlose Stadt (Naked City, Folge Barefoot on a Bed of Coals)
- 1964: Preston & Preston (The Defenders, Folge The Non-Violent)
- 1971–1973: All in the Family (acht Folgen)
- 1973–1974: Harry O (drei Folgen)
- 1975: Detektiv Rockford – Anruf genügt (The Rockford Files, Folge Charlie Harris at Large)
- 1977: Sanford and Son (Folge Free the Activist)
- 1977–1978: Tabitha (zwölf Folgen)
- 1980/1983: Love Boat (zwei Folgen)
- 1981: Unsere kleine Farm (Little House on the Prairie, Folge Make a Joyful Noise)
- 1983–1987: Agentin mit Herz (Scarecrow and Mrs. King, 89 Folgen)
- 1989: Golden Girls (Folge Love Under the Big Top)
- 1989: Matlock (Doppelfolge The Mayor Teil 1 und 2)
- 1990: In der Hitze der Nacht (In the Heat of the Night, drei Folgen)